# Casa Moixó (Vic)
La Casa Moixó és una obra amb elements renaixentistes, barrocs i eclèctics de Vic (Osona) protegida com a Bé Cultural d'Interès Local.

## Descripció
Edifici entre mitgeres, de planta baixa, dos pisos i golfes. Aquest edifici presenta una composició simètrica respecte d'un eix central que engloba la pilastra del mig dels dos arcs de la planta baixa i les obertures principals dels pisos primer i segon. A la part superior hi ha un seguit de finestres que formen una galeria, com altres cases de la plaça, que estan adornades amb pilarets coronats per pinacles sortits.

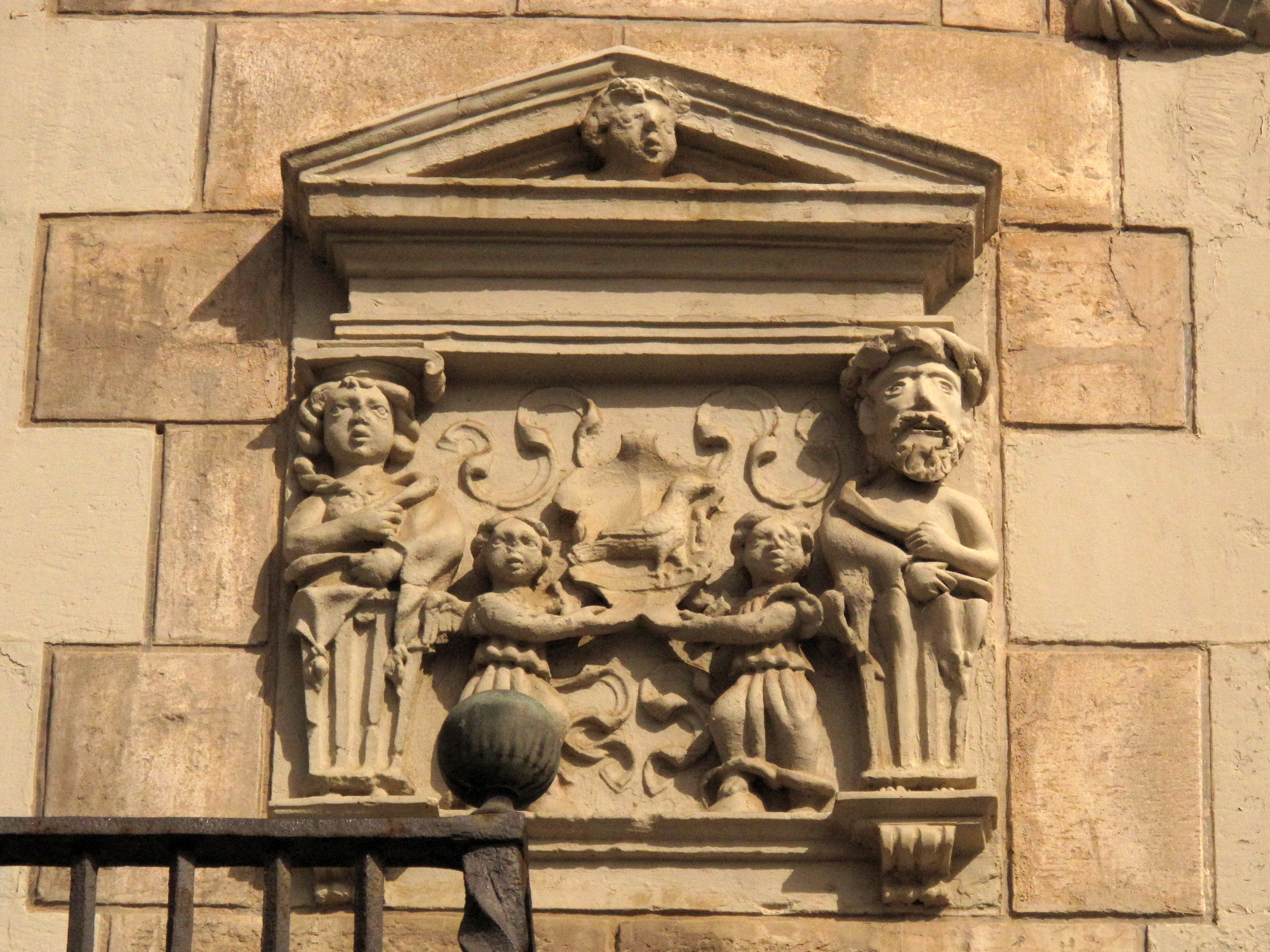
Relleu ornamental de la façana

La resta de la façana és plana exceptuant els balcons i dues fines motllures que marquen als ampits de les antigues finestres del primer pis, avui convertides en balcons. Malgrat la gran quantitat d'ornamentació del coronament, domina la qualitat dels elements antics.
Tots els elements són de pedra picada excepte el coronament que és de pedra artificial i les baranes i mènsules del balcó principal que són de ferro forjat.

## Història
Aquest casal, avui molt modificat sobretot en les obertures i en el coronament de l'edifici, podria haver estat construït en els segles XVI o XVII si ens fixem en les llindes i brancals de finestres i balcons. Tot i així, ja deuria substituir altres edificis anteriors, ja que els edificis de la façana nord del Mercadal s'edificaren primerament en forma de raval, seguint el camí i més tard s'ampliaren amb els porxos.
Eduard Junyent (1994) ens diu que les finestres es van transformar en balcons i en una fotografia de la pàgina 308 del seu llibre, datada de l'any 1875, s'hi pot veure la casa només amb dos balcons, marcant l'eix central, sense la galeria del pis superior actual i rematada amb un ràfec.
Manuel Gausa, també parlà de la casa: "probablemente levantada en el siglo XVII, de acertada composición. Las aberturas, aún pertanecientes al renacimiento, conservan ciertos detalles góticos. En época relativamente reciente se transformaron las ventanas, convirtiéndolas en balcones y, más tarde, a principios de siglo, se añadió la terminación superior que no responde al caràcter de la fachada. Se encuentra a faltar una mayor altura en el edificio, la cual seguramente tenía al ser levantado, y su correspondiente alero de protección del paramento."
Per part de l'Ajuntament de Vic han trobat un expedient d'obra a l'arxiu municipal, on es demana permís per a unes reformes a la casa l'any 1904, i es pensa que podria ser l'any en què es van afegir els dos balcons laterals del primer pis i la galeria en la tercera planta.